# لي ثيودور
لي ثيودور (بالإنجليزية: Lee Theodore)‏ هي مصممة رقص ومخرجة وممثلة أمريكية، ولدت في 1933، وتوفيت في 3 سبتمبر 1987 في نيويورك في الولايات المتحدة.

## وصلات خارجية
- لي ثيودور على موقع IMDb (الإنجليزية)
- لي ثيودور على موقع أول موفي (الإنجليزية)
- لي ثيودور على موقع قاعدة بيانات برودواي على الإنترنت (الإنجليزية)
- لي ثيودور على موقع قاعدة بيانات برودواي على الإنترنت (الإنجليزية)
- لي ثيودور على موقع قاعدة بيانات برودواي على الإنترنت (الإنجليزية)
- لي ثيودور على موقع قاعدة بيانات الأفلام السويدية (السويدية)
- لي ثيودور على موقع كينوبويسك (الروسية)